# Chalástra
Pour les articles homonymes, voir Chalastra.
Chalástra, en grec moderne : Χαλάστρα, est un village et un ancien dème du district régional de Thessalonique, en Macédoine-Centrale, Grèce. Depuis 2010, il est fusionné au sein du dème de Délta.
Selon le recensement de 2011, la population du dème s'élève à 9 859 habitants tandis que celle de la localité compte 7 270 habitants.